# Preonster
Een preonster is een hypothetische compacte ster die is opgebouwd uit preonen (een groep theoretische elementaire deeltjes, kleiner dan quarks of leptonen). Preonsterren zouden een enorme dichtheid hebben van meer dan 1020 g/cm3. Dit soort sterren zouden een tussenvorm zijn tussen quarksterren en zwarte gaten. Preonsterren zouden kunnen ontstaan uit supernova-explosies, maar zouden ook direct gevormd kunnen zijn ten tijde van de oerknal, alhoewel het lastig is om te verklaren hoe zulke compacte en lichte objecten zich hebben kunnen vormen. Een preonster met de massa van de Aarde zou de diameter hebben van een tennisbal.
Dergelijke compacte objecten zouden gedetecteerd kunnen worden door afbuiging van gammastraling aan gravitatielenzen. Het bestaan van preonsterren biedt wellicht een alternatieve verklaring voor de observaties die hebben geleid tot de hypothese van donkere materie.